# MyHockey League
Die MyHockey League ist nach der National League und der Swiss League die dritthöchste Eishockey-Liga in der Schweiz. Sie ist zudem die höchste Amateurliga. Die Liga hiess ursprünglich MySports League und besteht aus 12 Mannschaften.

## Geschichte
Am 15. Januar 2016 entschieden sich die Delegierten des Nachwuchs- und Amateursports von Swiss Ice Hockey dafür, das Projekt «Super Regio League» umzusetzen. Die neue Liga sollte die erste überregionale Amateurliga der Schweiz werden. Da sich viele Vereine der 1. Liga einen überregionalen Spielbetrieb nicht vorstellen konnten, wurde die Idee kontrovers diskutiert. Den zukünftigen Teilnehmern der «Swiss Regio League», wie das Projekt fortan hiess, machte man im Bereich Ordnung und Sicherheit, Infrastruktur sowie im Nachwuchs zu erfüllende Auflagen. Von allen Bewerbern wurden die vier sportlich besten Kandidaten der drei Gruppen (Westschweiz, Zentralschweiz, Ostschweiz) für die Premierensaison 2017/18 promoviert. Als Namenssponsor für die neue Liga fand sich der neugegründete TV-Sender MySports. Dieser hatte seit der Saison 2017/18 auch die TV-Rechte für die National League und die Swiss League. Da im Jahr 2022 der Sponsorenvertrag mit MySports auslief, wurde der Name auf die Saison 2022/23 in MyHockey League geändert.

### Gründungsvereine
Für die erste Saison der MSL (2017/18) durften aus jeder 1.-Liga-Region vier Vereine aufsteigen. Es waren dies:
| 1. Liga-Region West                                                             | 1. Liga-Region Zentral                                          | 1. Liga-Region Ost                           |
| ------------------------------------------------------------------------------- | --------------------------------------------------------------- | -------------------------------------------- |
| HC Düdingen Bulls HC Sion-Nendaz 4 Vallées Star Forward HC Université Neuchâtel | EHC Basel-Kleinhüningen EHC Brandis EHC Thun EHC Wiki-Münsingen | EHC Bülach EHC Chur EHC Dübendorf EHC Seewen |

### Schweizer Amateurmeister
| Saison  | Meister                                   | Vize-Meister                              |
| ------- | ----------------------------------------- | ----------------------------------------- |
| 2017/18 | EHC Dübendorf                             | EHC Brandis                               |
| 2018/19 | HC Sierre                                 | HC Valais-Chablais                        |
| 2019/20 | kein Meister infolge Coronavirus-Pandemie | kein Meister infolge Coronavirus-Pandemie |
| 2020/21 | kein Meister infolge Coronavirus-Pandemie | kein Meister infolge Coronavirus-Pandemie |
| 2021/22 | EHC Basel                                 | Hockey Huttwil                            |
| 2022/23 | HCV Martigny                              | EHC Thun                                  |
| 2023/24 | EHC Chur                                  | EHC Seewen                                |
| 2024/25 | EHC Seewen                                | EHC Arosa                                 |

Aufstieg in die Swiss League

## Modus
Gespielt werden von den 12 Vereinen zwei Doppelrunden zu je 22 Spielen. Dazu gibt es pro Verein je zehn Zusatzbegegnungen gegen fünf Gegner, die aufgrund einer regionalen Einteilung (Ost, West) festgelegt sind. Insgesamt bestreitet also jede Mannschaft 32 Qualifikationsspiele. Danach ermitteln die besten acht Mannschaften den Amateur-Schweizer-Meister im Playoff-Stil. Die Viertelfinals und Halbfinals sowie der Final werden nach dem Modus Best-of-Five gespielt.
Die ersten sechs Teams qualifizieren sich automatisch für die Playoffs. Die Mannschaften auf den Plätzen sieben bis zehn spielen Pre-Playoffs im Best-of-Three Modus. Die beiden Tabellenletzten spielen das Playout nach dem Modus Best-of-Five. Der Verlierer steigt in die 1. Liga ab. 

## Teilnehmer ab 2024/25
| Team                  | Standort     | Eishalle                         | Kapazität |
| --------------------- | ------------ | -------------------------------- | --------- |
| EHC Arosa             | Arosa        | Sport- und Kongresszentrum Arosa | 2'200     |
| HC Franches-Montagnes | Saignelégier | Patinoire du Centre des Loisirs  | 1'000     |
| EHC Bülach            | Bülach       | Sportzentrum Hirslen             | 3'000     |
| EHC Wetzikon          | Wetzikon     | Kunsteisbahn Wetzikon            | 4'000     |
| EHC Dübendorf         | Dübendorf    | Kunsteisbahn Im Chreis           | 2'543     |
| SC Langenthal         | Langenthal   | Eishalle Schoren                 | 4'500     |
| Hockey Huttwil        | Huttwil      | Eishalle Campus Perspektiven     | 3'500     |
| SC Lyss               | Lyss         | Seelandhalle                     | 2'500     |
| EHC Seewen            | Seewen SZ    | Kunsteisbahn Zingel              | 1'000     |
| HCV Martigny          | Martigny     | Patinoire du Forum d'Octodure    | 3'520     |
| EHC Thun              | Thun         | Kunsteisbahn Grabengut           | 2'500     |
| EHC Frauenfeld        | Frauenfeld   | Kunsteisbahn Frauenfeld          | 1'925     |
| Quelle:               |              |                                  |           |

### Ehemalige Mannschaften
Seit der Gründung der Liga 2017 waren folgende Vereine in der Liga vertreten:
- EHC Chur (bis 2024, Aufstieg)
- HC Düdingen Bulls (bis 2024, Abstieg)
- GDT Bellinzona (2023/24, Rückzug)
- EHC Basel (2017–2022, Aufstieg)
- EHC Wiki-Münsingen (2017–2022, Abstieg)
- HC Sierre (2018–2019, Aufstieg)
- Star Forward (2017–2019, Abstieg)
- HC Université Neuchâtel (2017–2018, Abstieg)